# بوثو كانيادا
بلدية بوثو كانيادا (بالإسبانية: Pozo Cañada) هي بلدية تقع في مقاطعة البسيط التابعة لمنطقة كاستيا لا مانتشا وسط إسبانيا.

## الديموغرافيا
بلغ عدد سكان بلدية بوثو كانيادا 2.895 نسمة عام 2011 (وفقاً للمعهد الوطني الإسباني للإحصاء).
| 2.664 | 2.661 | 2.718 | 2.825 | 2.895 | 2.895 |